# Ichneumon factor
Ichneumon factor är en stekelart som beskrevs av Dalla Torre 1901. Ichneumon factor ingår i släktet Ichneumon och familjen brokparasitsteklar. Inga underarter finns listade i Catalogue of Life.